# Ganryu Island (album)
Ganryu Island je studiové album Johna Zorna. Album poprvé vyšlo v roce 1985 u Yukon Records a v roce 1995 s několika bonusy u Tzadik Records. Album produkoval John Zorn.

## Seznam skladeb
| Pořadí | Název                             | Délka |
| ------ | --------------------------------- | ----- |
| 1.     | Ryukyu Heishi                     | 6:12  |
| 2.     | Haguregumo                        | 14:14 |
| 3.     | Two Ronin                         | 3:53  |
| 4.     | Kagemusha                         | 10:37 |
| 5.     | Odori Dayu                        | 5:31  |
| 6.     | Ganryu Island                     | 11:11 |
| 7.     | Yoshiwara Kaidan                  | 3:27  |
| 8.     | Natsu Matsuri (bonus na CD)       | 5:31  |
| 9.     | Giri (bonus na CD)                | 5:29  |
| 10.    | Yonaka No Hatashiai (bonus na CD) | 2:07  |
| 11.    | Uma No Koku (bonus na CD)         | 2:39  |
| 12.    | Tsugaru Bushido (bonus na CD)     | 4:33  |

## Sestava
- John Zorn – saxofony, klarinety
- Sato Michihiro – šamisen